# Limnophora papuensis
Limnophora papuensis är en tvåvingeart som beskrevs av Shinonaga 2005. Limnophora papuensis ingår i släktet Limnophora och familjen husflugor. Inga underarter finns listade i Catalogue of Life.